# Sugawara no Takasue no Musume
Sugawara no Takasue no Musume (jap. 菅原孝標女; * 1008 in Kyōto; † 1057 oder nach 1067) ist der Notname der Verfasserin eines der vier Hofdamen-Tagebücher, des Sarashina Nikki. Dieses Prosawerk gilt als eines der stilistisch besten der damaligen Zeit.

## Leben
Der eigentliche Name dieser Dichterin der späten Heian-Zeit wurde nicht überliefert, sie ist aber allgemein als Sugawara no Takasue no Musume bekannt, also „Tochter des Sugawara no Takasue“. Ihr bekanntestes Werk Sarashina Nikki ist in weiten Zügen autobiographisch. Das Wissen über die Dichterin stützt sich fast ausschließlich auf diese Quelle.
Ihr Vater, Sugawara no Takasue, ein Nachfahre des Sugawara no Michizane in fünfter Generation, war Gouverneur von Kazusa und Hitachi, später dann Auditor bei Hofe. Ihre Mutter war eine Tochter des Fujiwara no Tomoyasu. Bis zu ihrem 12. Lebensjahr lebte sie in Kazusa. Ihre Lebensbeschreibung im Sarashina Nikki beginnt mit der Beschreibung der dreimonatigen Rückreise nach Kyōto und endet mit ihrem 51. Lebensjahr.
Ab ihrem 31. Lebensjahr war sie als Hofdame Dienerin von Prinzessin Sukeko (祐子), der dritten Tochter des Go-Suzaku-Tennō (Regentschaft 1036–45). Relativ spät, im Alter von 33 Jahren, wurde sie 1040 mit Tachibana no Toshimichi verheiratet, der sie in finanziellen Schwierigkeiten zurückließ, als er 1051 (oder 1058) starb. Aus der Ehe ging ein Kind hervor, der Sohn Nakatoshi (* 1045).

## Werke
- Literatur von und über Sugawara no Takasue no Musume im Katalog der Deutschen Nationalbibliothek
- Sarashina Nikki (更級日記)
- Yoru no Nezame (夜半の寝覚)
- Hamamatsu Chūnagon Monogatari (= Mitsu no Hamamatsu; 浜松中納言物語)
- 14 Waka finden sich in zeitgenössischen Anthologien
- Asakura (nicht erhalten)
- Mizukara Kuyurin (nicht erhalten)

Von den drei erhaltenen Werken liegen Übersetzungen in westliche Sprachen vor.